# Крушетњица
Крушетњица (слч. Krušetnica) насељено је мјесто са административним статусом сеоске општине (слч. obec) у округу Наместово, у Жилинском крају, Словачка Република.

## Становништво
| Година:    | 1994. | 2004.   | 2014.   | 2024.   |
| ---------- | ----- | ------- | ------- | ------- |
| Број људи: | 876   | 929     | 966     | 1019    |
| Разлика:   |       | +6,05 % | +3,98 % | +5,48 % |

| Година:    | 2023. | 2024.   |
| ---------- | ----- | ------- |
| Број људи: | 1009  | 1019    |
| Разлика:   |       | +0,99 % |

Према подацима о броју становника из 2023. године насеље је имало 1.009 становника